# Objetivo de Desenvolvimento Sustentável 17
O Objetivo de Desenvolvimento Sustentável 17 (ODS 17), também conhecido como Objetivo Global 17, aborda o tema das “parcerias para os objetivos”. Este objetivo faz parte dos 17 Objetivos de Desenvolvimento Sustentável estabelecidos pelas Nações Unidas em 2015. A redação oficial é a seguinte: “Fortalecer os meios de implementação e revitalizar a parceria global para o desenvolvimento sustentável”. O ODS 17 enfatiza a necessidade de colaborações intersetoriais justas e não-hegemônicas entre países, com o objetivo de alcançar todas as metas até o ano de 2030. É um apelo para que os países alinhem suas políticas em prol do desenvolvimento sustentável.
O Objetivo de Desenvolvimento Sustentável 17 (ODS 17) representa uma visão para um comércio mais justo e equitativo, bem como para iniciativas coordenadas de investimento que promovam o desenvolvimento sustentável além das fronteiras nacionais. O foco está em fortalecer e racionalizar a cooperação entre Estados-nação, tanto os desenvolvidos quanto os em desenvolvimento. Os ODS servem como um quadro compartilhado e uma visão conjunta para definir o caminho colaborativo a seguir. O ODS 17 busca impulsionar o comércio internacional e estabelecer um sistema comercial equitativo.
Este objetivo é composto por 17 metas a serem alcançadas até 2030, abrangendo cinco categorias principais: finanças, tecnologia, capacitação, comércio e questões sistêmicas. O progresso na consecução dessas metas será medido por 25 indicadores. Todas essas metas são consideradas metas de meios de implementação.
Com 5 biliões a 7 biliões de dólares em investimento anual necessário para alcançar os ODS, a ajuda oficial ao desenvolvimento total atingiu 147,2 mil milhões de dólares em 2017. Este valor, embora estável, está abaixo da meta estabelecida. Em 2016, seis países cumpriram a meta internacional de manter a ajuda oficial ao desenvolvimento igual ou superior a 0,7% do rendimento nacional bruto . Em 2017, as remessas internacionais totalizaram 613 mil milhões de dólares, com 76 por cento investidos em países em desenvolvimento. O mercado obrigacionista para empresas sustentáveis também está a crescer. Em 2018, os títulos verdes globais atingiram US$ 155,5 bilhões, um aumento de 78% em relação a 2017.
As crises humanitárias provocadas por conflitos ou catástrofes naturais continuaram a exigir mais recursos financeiros e ajuda . Mesmo assim, muitos países também necessitam de assistência oficial ao desenvolvimento para incentivar o crescimento e o comércio. O mapa de progresso global para o ODS 17 mostra que permanecem desafios significativos e importantes na maior parte do mundo. Muitas regiões com um estatuto económico forte têm um desempenho muito fraco, como os Estados Unidos e grande parte da Europa .

## Fundo

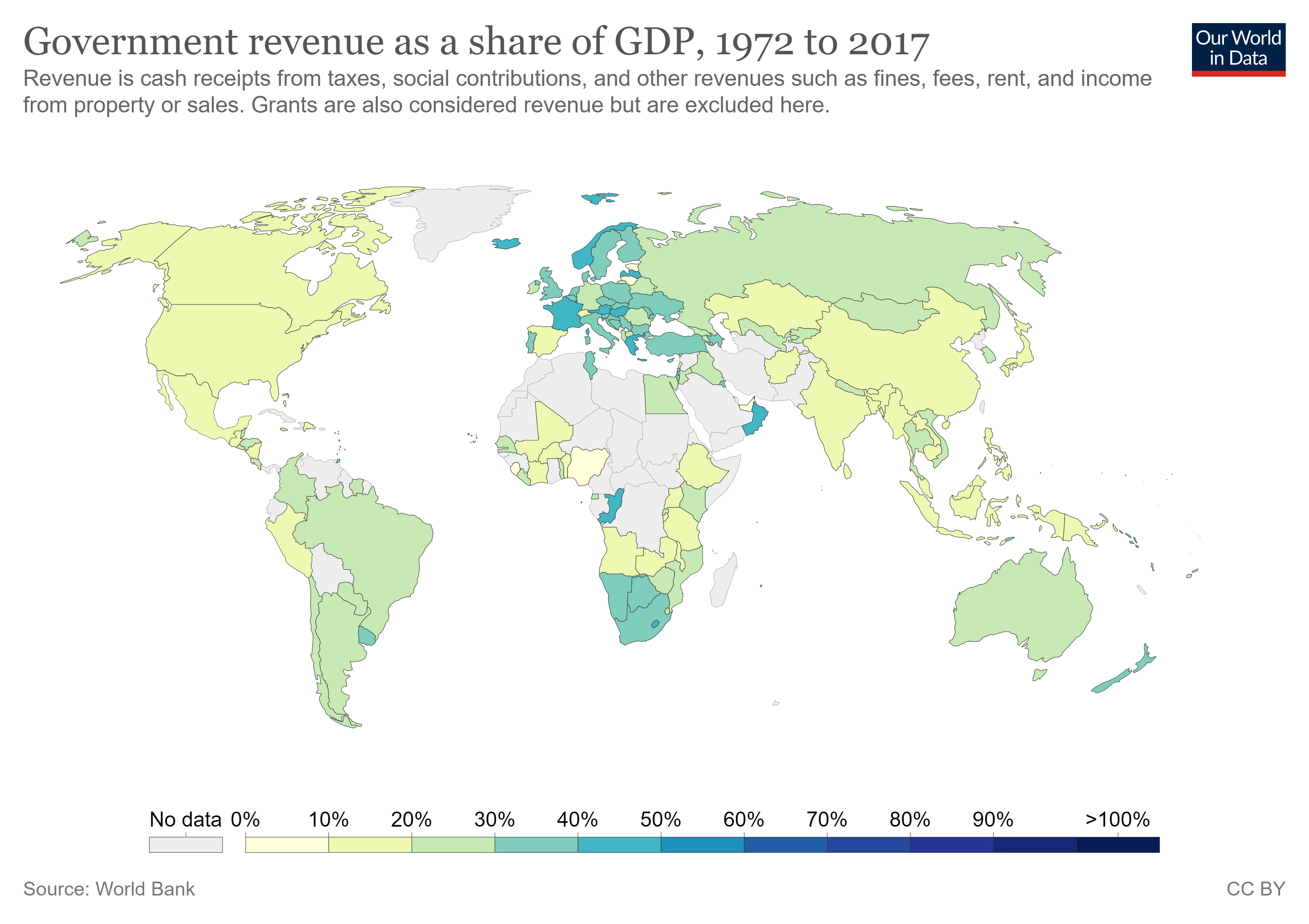
Receita do governo em percentagem do PIB, 2017. Receita são receitas de caixa provenientes de impostos, contribuições sociais e outras receitas, como multas

Os Objetivos de Desenvolvimento Sustentável são um conjunto de 17 objetivos globais definidos pelas Nações Unidas a serem implementados até o ano 2030. Uma agenda de desenvolvimento sustentável bem sucedida requer parcerias entre governos, o sector privado e a sociedade civil . Estas parcerias inclusivas, construídas sobre princípios e valores, uma visão partilhada e objetivos partilhados que colocam as pessoas e o planeta no centro, são necessárias a nível global, regional, nacional e local.
O Objetivo Sustentável 17 visa investimentos de longo prazo para capacitar setores e empresas necessitados, mais adaptáveis em países em desenvolvimento. Seu principal objetivo é melhorar os seguintes aspectos de um país que incluem: energia, infraestrutura, sistemas de transporte, infraestrutura de TI para diferentes canais de tecnologias de comunicação.
O quadro de desenvolvimento abrange avaliar e acompanhar, com regras e regulamentos, a estrutura do sector para atrair mais projetos de investimento para o país e assim melhorar os seus padrões económicos.

## Metas, indicadores e progresso
O Objetivo de Desenvolvimento Sustentável 17 (ODS 17) possui 19 metas e 25 indicadores. A seguir, apresento a lista de todos os alvos, com versões curtas e longas dos títulos. É importante observar que ainda não existem dados disponíveis para os seguintes indicadores: 17.5.1, 17.6.1, 17.7.1, 17.13.1, 17.14.1 e 17.17.1. No entanto, para todos os outros indicadores, há dados e mapas mundiais disponíveis para visualizar o progresso em direção às metas estabelecidas.

### Meta 17.1: Mobilizar recursos para melhorar a arrecadação de receitas internas

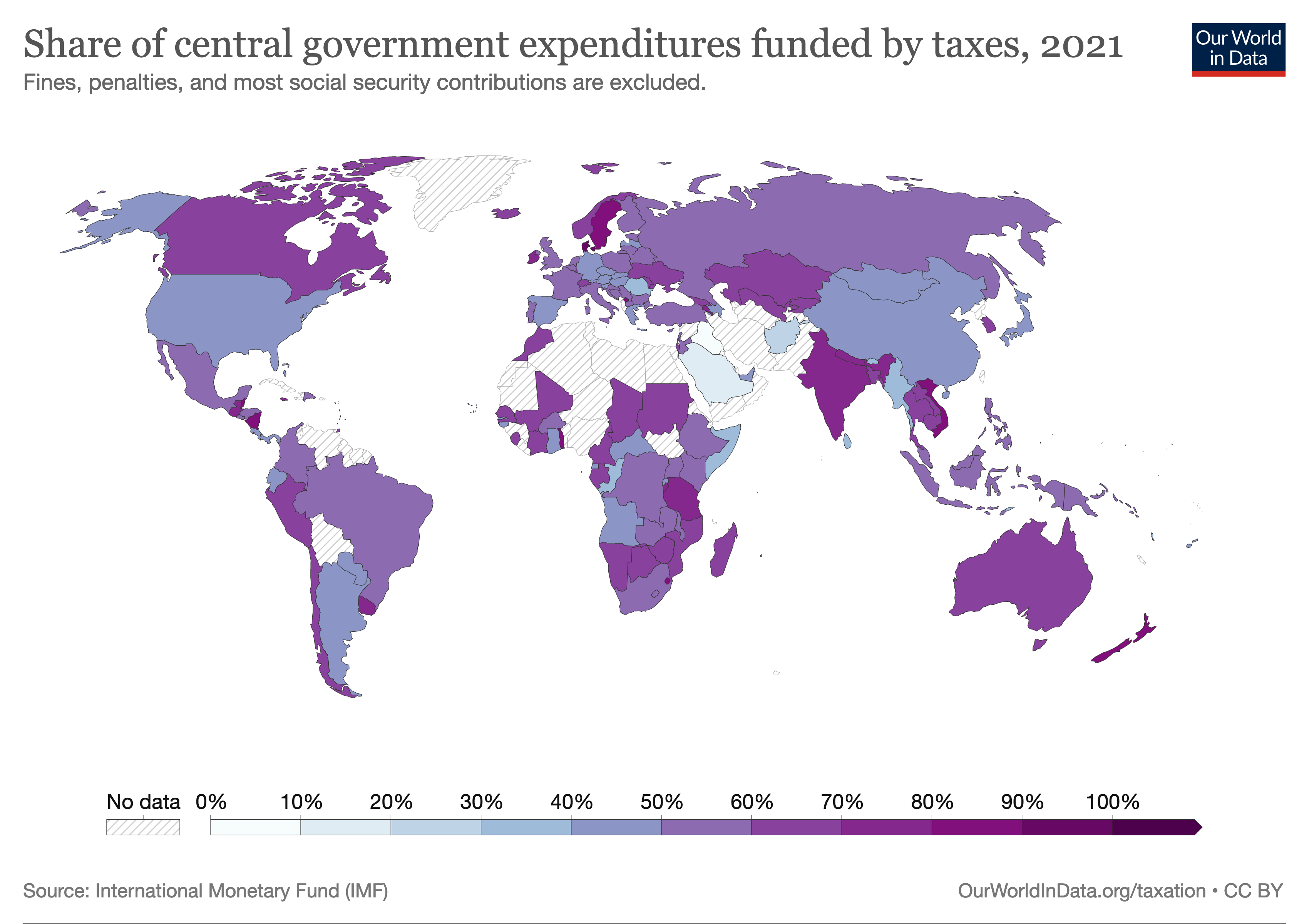
Proporção do orçamento interno financiado por impostos internos do PIB

A meta 17.1 é formulada como: "Mobilizar recursos para melhorar a arrecadação de receitas internas : Reforçar a mobilização de recursos internos, inclusive através do apoio internacional aos países em desenvolvimento, para melhorar a capacidade interna de cobrança de impostos e outras receitas."
Esta meta possui dois indicadores: 
- Indicador 17.1.1: Receita total do governo em proporção do PIB, por fonte
- Indicador 17.1.2: Proporção do orçamento interno financiado por impostos nacionais

### Meta 17.2: Implementar todos os compromissos de ajuda ao desenvolvimento
A Meta 17.2 é formulada como: "Implementar todos os compromissos de ajuda ao desenvolvimento : Os países desenvolvidos devem implementar plenamente os seus compromissos de ajuda oficial ao desenvolvimento, incluindo o compromisso de muitos países desenvolvidos de atingir a meta de 0,7 por cento do rendimento nacional bruto para ajuda oficial ao desenvolvimento (oda/ gni) para os países em desenvolvimento e 0,15 a 0,20 por cento de Oda/gni para os países menos desenvolvidos;
Esta meta tem um indicador: o Indicador 17.2.1 é a "Assistência oficial líquida ao desenvolvimento, total e para os países menos desenvolvidos, como proporção da renda nacional bruta dos doadores do Comitê de Ajuda ao Desenvolvimento da Organização para a Cooperação e o Desenvolvimento Econômico (OCDE) ( RNB)".

### Meta 17.3: Mobilizar recursos financeiros para os países em desenvolvimento
A meta 17.3 é formulada como: "Mobilizar recursos financeiros para os países em desenvolvimento : Mobilizar recursos financeiros adicionais para os países em desenvolvimento a partir de múltiplas fontes."
Esta meta possui dois indicadores: 
- Indicador 17.3.1: Investimento direto estrangeiro, ajuda oficial ao desenvolvimento e cooperação Sul-Sul em proporção do rendimento nacional bruto
- Indicador 17.3.2: Volume de remessas (em dólares dos Estados Unidos ) como proporção do PIB total

Algumas das implicações da COVID-19 estão relacionadas com a queda das remessas de 554 mil milhões de dólares em 2019 para 445 mil milhões de dólares em 2020. Esta situação afetará os países de rendimento baixo e médio, bem como as famílias pobres.

### Meta 17.4: Ajudar os países em desenvolvimento a alcançar a sustentabilidade da dívida

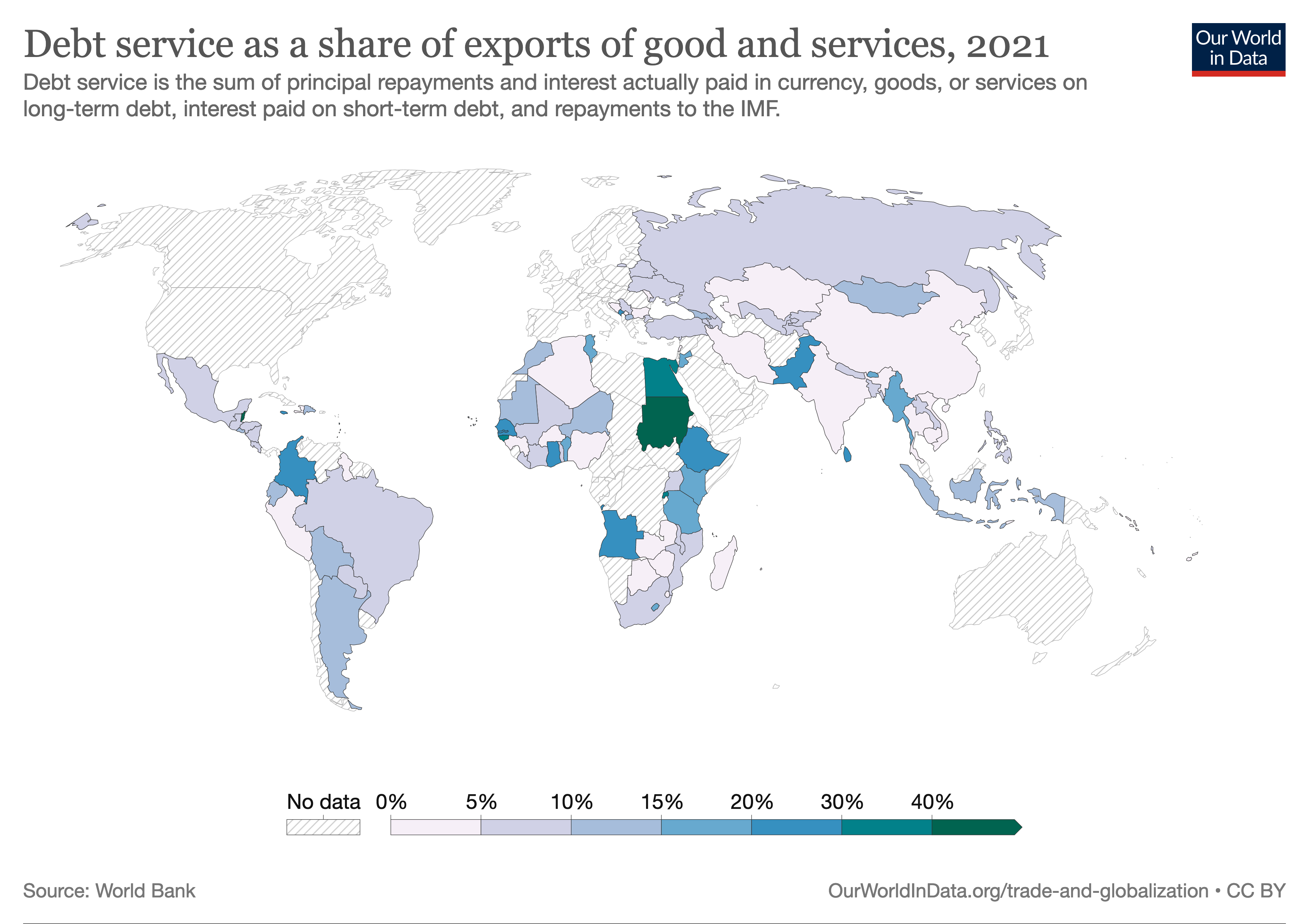
Serviço da Dívida em proporção das exportações de bens e serviços

A meta 17.4 é formulada como: "Ajudar os países em desenvolvimento a alcançar a sustentabilidade da dívida : ajudar os países em desenvolvimento a alcançar a sustentabilidade da dívida a longo prazo através de políticas coordenadas destinadas a promover o financiamento da dívida, o alívio da dívida e a reestruturação da dívida, conforme apropriado, e abordar a dívida externa de países altamente países pobres endividados para reduzir o sobreendividamento."
Esta meta tem um Indicador: O Indicador 17.4.1 é o “Serviço da dívida como proporção das exportações de bens e serviços”.

### Meta 17.5: Investir nos países menos desenvolvidos
A meta 17.5 é formulada como: “Investir nos países menos desenvolvidos : adotar e implementar regimes de promoção de investimentos para os países menos desenvolvidos”.
Esta meta tem um Indicador: O Indicador 17.5.1 é o “Número de países que adoptam e implementam regimes de promoção de investimentos para países em desenvolvimento, incluindo os países menos desenvolvidos”.
"Espera-se que o investimento estrangeiro direto global diminua até 40% em 2020."

### Meta 17.6: Compartilhamento de conhecimento e cooperação para acesso à ciência, tecnologia e inovação
“Compartilhamento de conhecimento e cooperação para o acesso à ciência, tecnologia e inovação: Melhorar a cooperação norte-sul, sul-sul e triangular regional e internacional, bem como o acesso à ciência, tecnologia e inovação. Além disso, busca-se aprimorar o compartilhamento de conhecimento em áreas mutuamente acordadas, especialmente por meio de uma melhor coordenação entre os mecanismos existentes, com destaque para o âmbito das Nações Unidas, e por meio de um mecanismo global de facilitação tecnológica.” 
Esta meta tem um Indicador: O Indicador 17.6.1 é o “Assinaturas de banda larga de Internet fixa por 100 habitantes, por velocidade”. (este indicador costumava ser o número 17.6.2) 
Em 2020 foi proposta a eliminação do antigo Indicador 17.6.1 (Número de acordos e programas de cooperação científica e/ou tecnológica entre países, por tipo de cooperação).

### Meta 17.7: Promover tecnologias sustentáveis para países em desenvolvimento
A meta 17.7 é formulada como: "Promover tecnologias sustentáveis para os países em desenvolvimento: Promover o desenvolvimento, transferência, disseminação e difusão de tecnologias ambientalmente saudáveis para os países em desenvolvimento em condições favoráveis, inclusive em termos concessionais e preferenciais, conforme mutuamente acordado.
Esta meta tem um indicador 17.7.1 é o "Valor total de financiamento para os países em desenvolvimento para" promover o desenvolvimento, transferência, disseminação e difusão de tecnologias ambientalmente saudáveis "

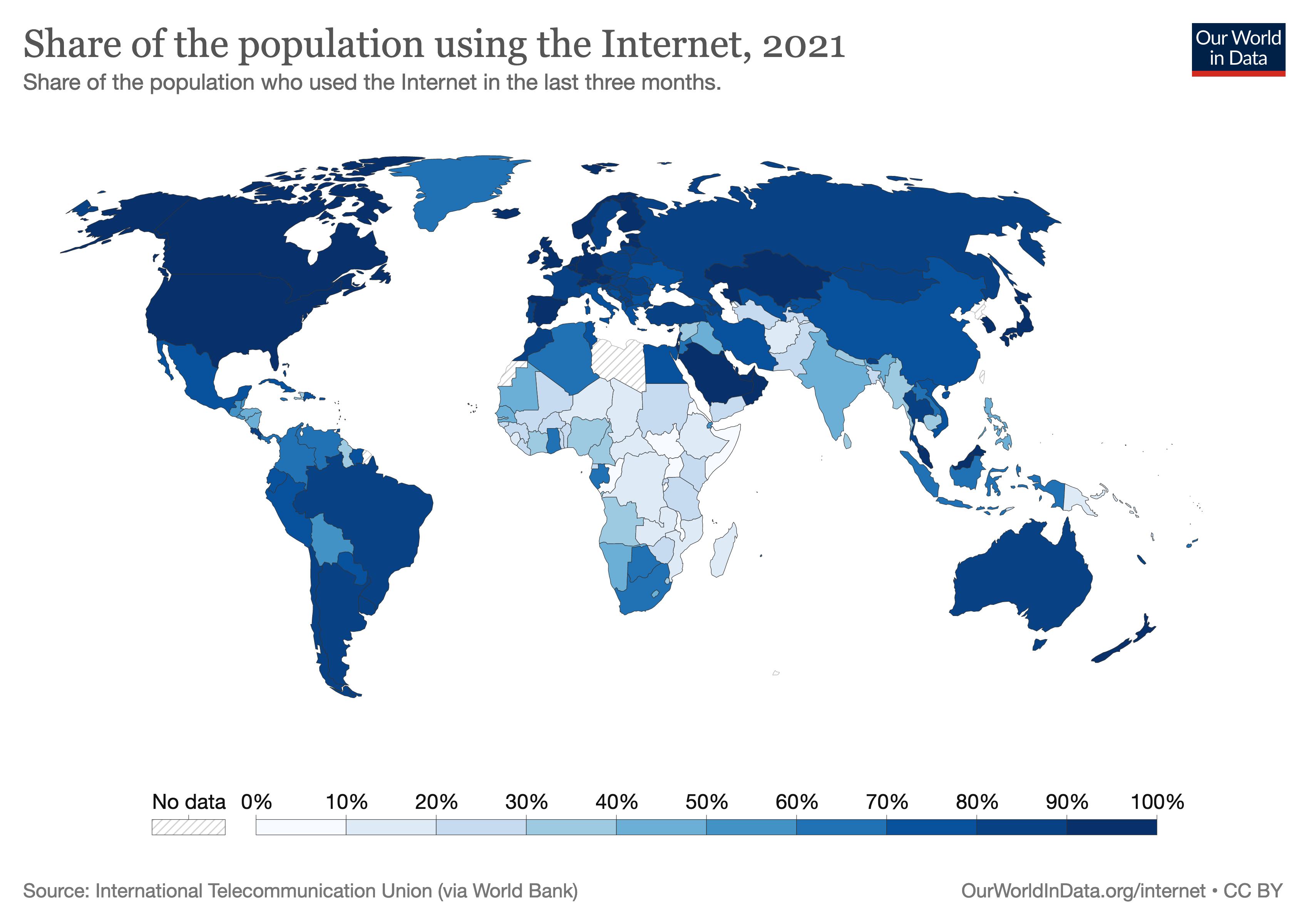
Mapa mundial do indicador 17.8.1 - Proporção de indivíduos que utilizaram Internet em 2017

### Meta 17.8: Fortalecer a capacidade científica, tecnológica e de inovação dos países menos desenvolvidos
A meta 17.8 é formulada como: "Fortalecer a capacidade de ciência, tecnologia e inovação para os países menos desenvolvidos: Operacionalizar plenamente o banco de tecnologia e o mecanismo de capacitação em ciência, tecnologia e inovação para os países menos desenvolvidos até 2017 e melhorar o uso de tecnologia facilitadora, em tecnologia específica de informação e comunicação”.
Esta meta tem um Indicador: O Indicador 17.8.1 é a “Proporção de indivíduos que utilizam a Internet”. Apesar do aumento da quota global relacionada com o acesso à Internet, a exclusão digital persiste.

### Meta 17.9: Maior capacidade dos ODS nos países em desenvolvimento
A meta 17.9 é formulada como: "Melhorar a capacidade dos ODS nos países em desenvolvimento: Aumentar o apoio internacional para a implementação de capacitação eficaz e direcionada nos países em desenvolvimento para apoiar os planos nacionais para implementar todos os objetivos de desenvolvimento sustentável, inclusive através de norte-sul, sul-sul e cooperação triangular."
Esta meta tem um Indicador o 17.9.1 é o "Valor em dólares da assistência financeira e técnica (incluindo através da cooperação Norte-Sul, Sul-Sul e triangular) comprometida com os países em desenvolvimento".

### Meta 17.10: Promover um sistema comercial universal no âmbito da OMC

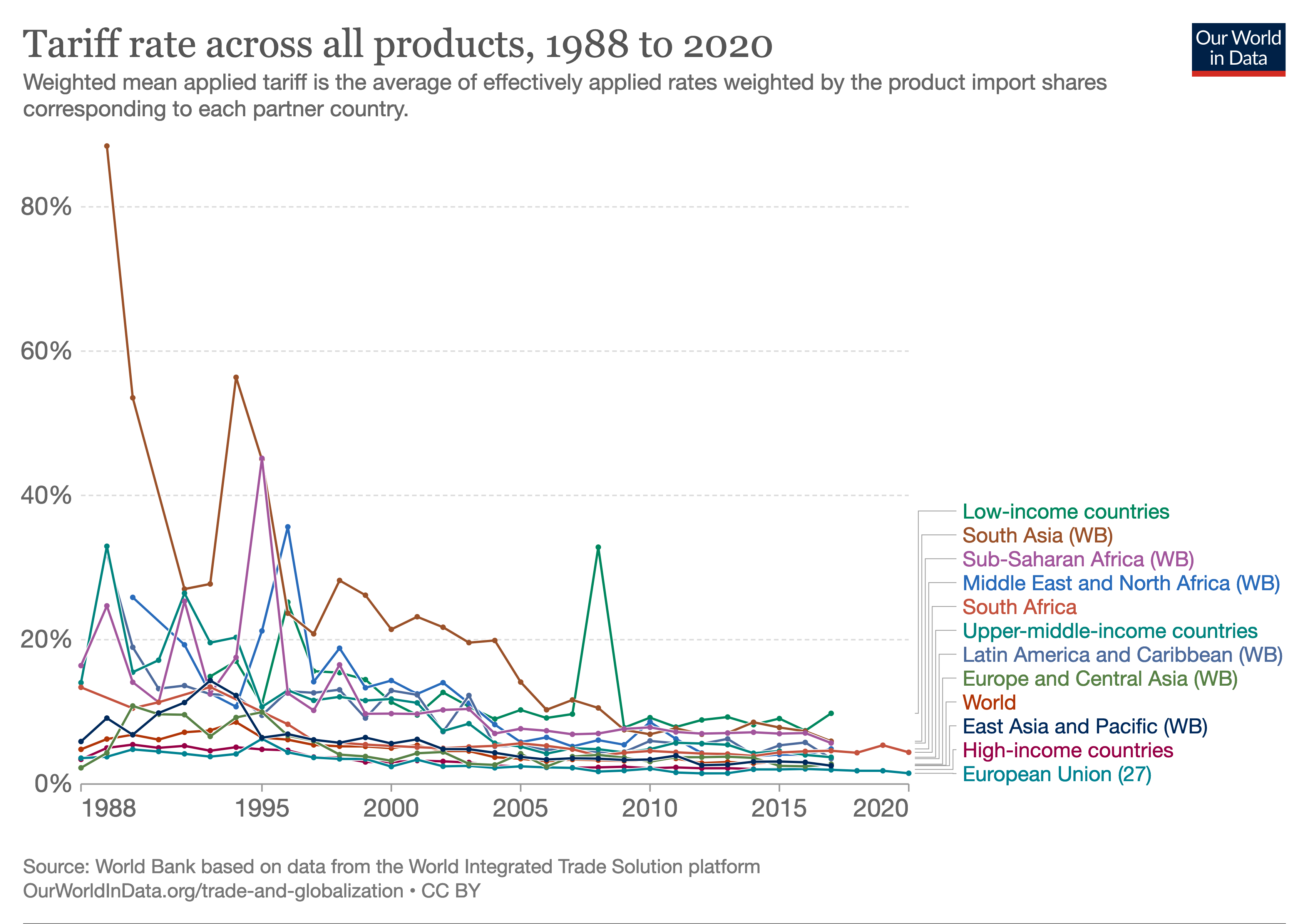
Gráfico do Indicador ODS 17.10.1 - mostrando a tarifa de todos os produtos, 1989 a 2016

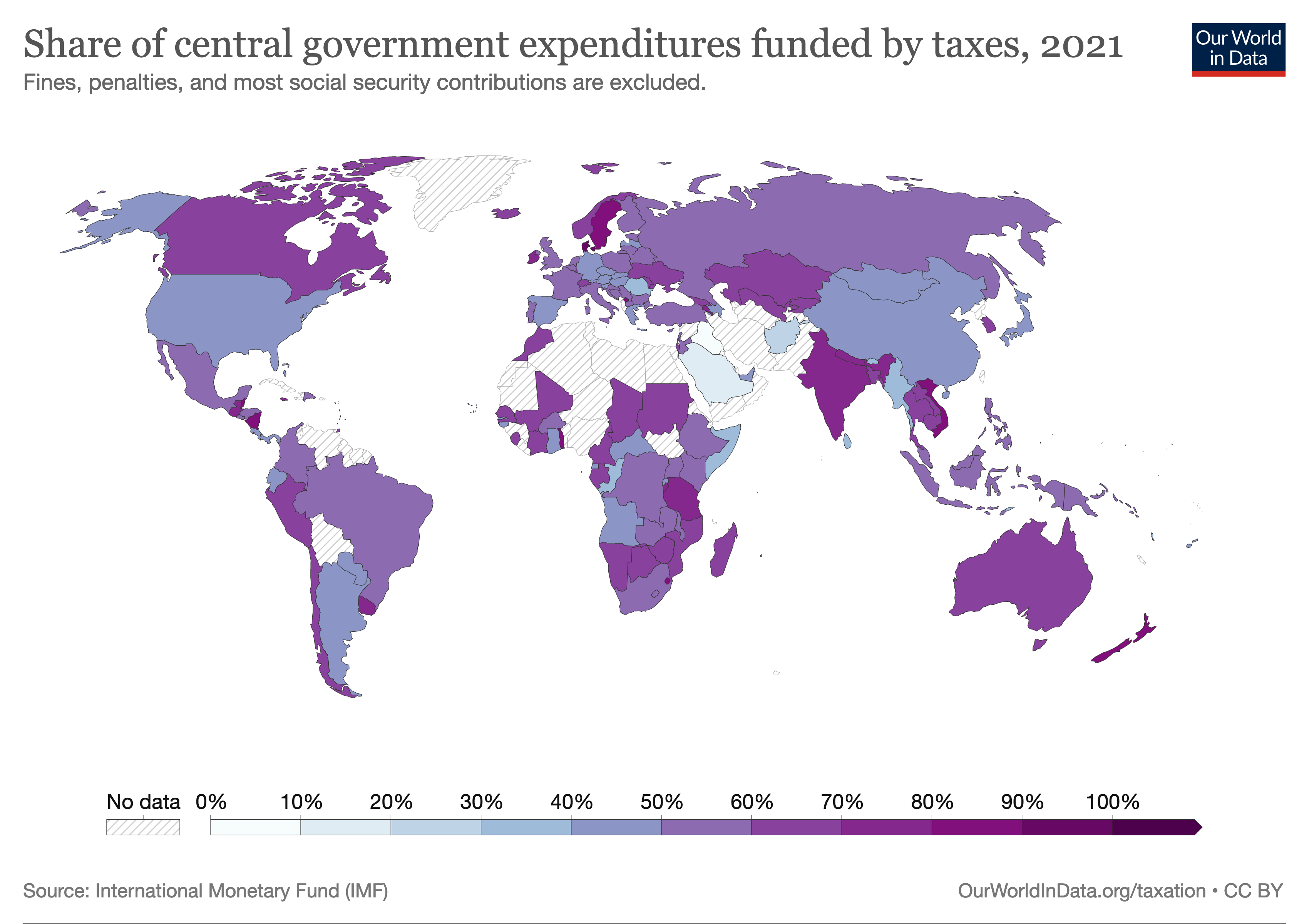
Percentagem do orçamento interno financiado por impostos nacionais, 2016

A meta 17.10 é formulada como: "Promover um sistema de comércio universal no âmbito da OMC : Promover um sistema de comércio multilateral universal, baseado em regras, aberto, não discriminatório e equitativo no âmbito da organização mundial do comércio, inclusive através da conclusão de negociações no âmbito do seu desenvolvimento de Doha ordem do dia ."
Esta meta tem um Indicador 17.10.1 é a “Média Tarifária Mundial Ponderada”.

### Meta 17.11: Aumentar as exportações dos países em desenvolvimento

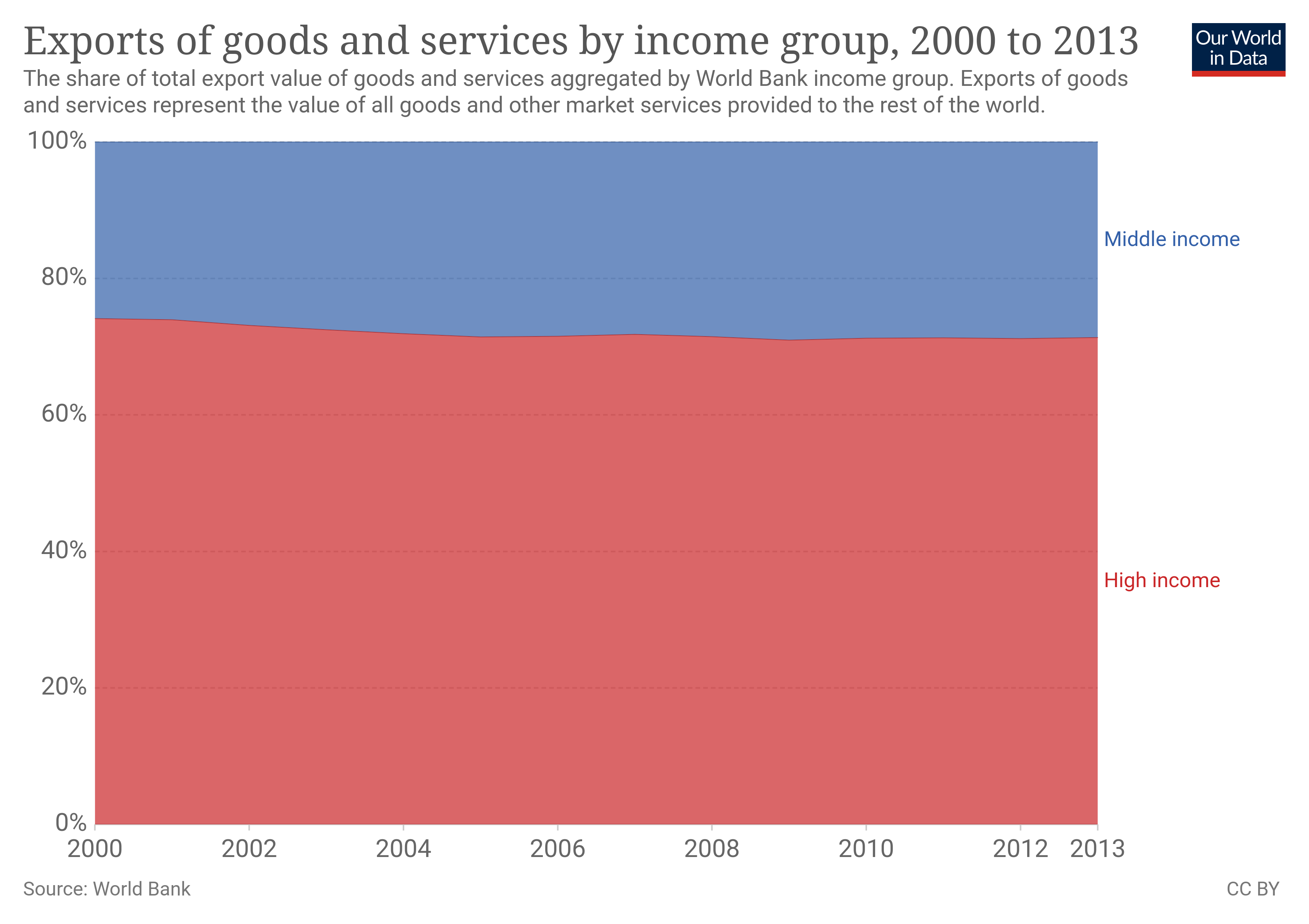
Indicador do Mapa Mundial 17.11.1 - Exportações por grupo de renda

A meta 17.11 é descrita como: "Aumentar as exportações dos países em desenvolvimento: Aumentar significativamente as exportações dos países em desenvolvimento, em particular com vista a duplicar a participação dos países menos desenvolvidos nas exportações globais até o ano de 2020."
Esta meta tem um Indicador: O Indicador 17.11.1 é a “Participação dos países em desenvolvimento e dos países menos desenvolvidos nas exportações globais”.

### Meta 17.12: Remover barreiras comerciais para os países menos desenvolvidos
A meta 17.12 é formulada como: "Remover as barreiras comerciais para os países menos desenvolvidos: Realizar a implementação atempada do acesso ao mercado isento de direitos e de quotas, numa base duradoura, para todos os países menos desenvolvidos, consistente com as decisões da organização mundial do comércio, inclusive garantindo que as regras de origem aplicáveis às importações provenientes de países menos desenvolvidos são transparentes e simples e contribuem para facilitar o acesso ao mercado."
Esta meta tem um indicador 17.12.1 é a "Tarifas médias ponderadas enfrentadas pelos países em desenvolvimento, países menos desenvolvidos e pequenos Estados insulares em desenvolvimento".

### Meta 17.13: Melhorar a estabilidade macroeconómica global
A meta 17.13 é formulada como: "Melhorar a estabilidade macroeconómica global: Melhorar a estabilidade macroeconómica global, nomeadamente através da coordenação e coerência de políticas." Esta meta tem um Indicador 17.13.1 é o “Painel Macroeconómico”.

### Meta 17.14: Melhorar a coerência política para o desenvolvimento sustentável
A meta 17.14 é formulada como: "Melhorar a coerência das políticas para o desenvolvimento sustentável. Melhorar a coerência das políticas para o desenvolvimento sustentável."
Esta meta tem um Indicador 17.14.1 é o “Número de países com mecanismos implementados para aumentar a coerência política do desenvolvimento sustentável”.

### Meta 17.15: Respeitar a liderança nacional para implementar políticas para os objetivos de desenvolvimento sustentável

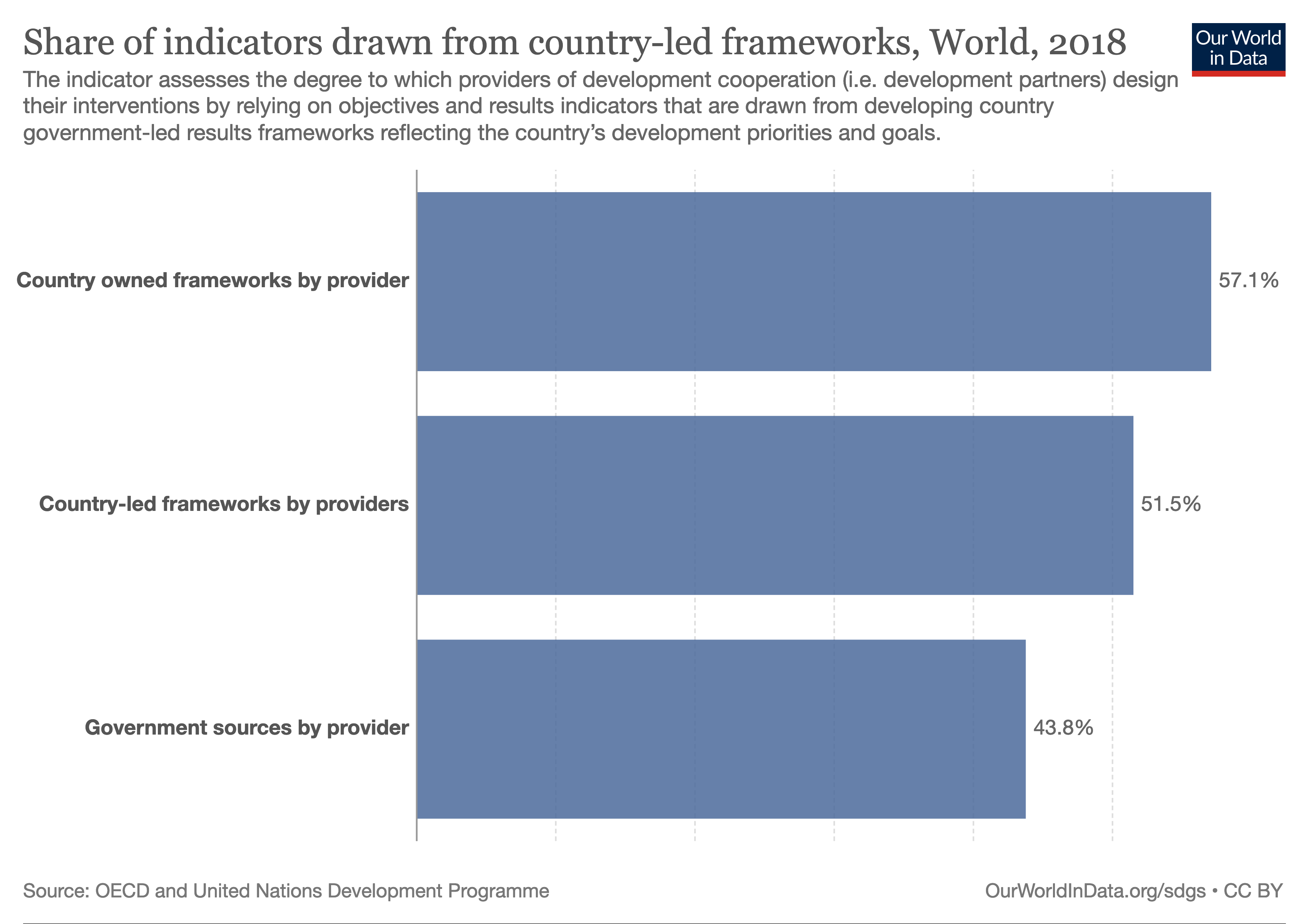
Indicador ODS 17.15.1 Mapa mostrando a proporção de resultados, indicadores e novas intervenções extraídas de..., Mundo

A meta 17.15 é descrita como: "Respeitar a liderança nacional para implementar políticas para os objetivos de desenvolvimento sustentável: Respeitar o espaço político e a liderança de cada país para estabelecer e implementar políticas para a erradicação da pobreza e o desenvolvimento sustentável ."
Esta meta tem um Indicador 17.15.1 é o "Grau de utilização de quadros de resultados e ferramentas de planeamento de propriedade do país por prestadores de cooperação para o desenvolvimento".

### Meta 17.16: Melhorar a parceria global para o desenvolvimento sustentável
A Meta 17.16 é formulada como: "Melhorar a parceria global para o desenvolvimento sustentável Melhorar a parceria global para o desenvolvimento sustentável, complementada por parcerias multiatores que mobilizam e partilham conhecimento, experiência, tecnologia e recursos financeiros, para apoiar a realização dos objetivos de desenvolvimento sustentável em todos os países, em particular nos países em desenvolvimento."
Esta meta tem um indicador 17.16.1 é o "Número de países que relatam progresso em estruturas de monitoramento da eficácia do desenvolvimento multiatores que "apoiam a realização dos objetivos de desenvolvimento sustentável".

### Meta 17.17: Incentivar parcerias eficazes
A meta 17.17 é formulada como: "Incentivar parcerias eficazes: Incentivar e promover parcerias públicas, público-privadas e da sociedade civil eficazes, com base na experiência e nas estratégias de recursos das parcerias."
Esta meta tem um Indicador 17.17.1 é o "Valor em dólares dos Estados Unidos comprometido com parcerias público-privadas para infraestrutura.

### Meta 17.18: Melhorar a disponibilidade de dados confiáveis
A meta 17.18 é formulada como: "Melhorar a disponibilidade de dados confiáveis: até 2020, aumentar o apoio à capacitação para os países em desenvolvimento, inclusive para os países menos desenvolvidos e pequenos estados insulares em desenvolvimento, para aumentar significativamente a disponibilidade de dados de alta qualidade, oportunos e confiáveis desagregados por rendimento, género, idade, raça, etnia, estatuto migratório, deficiência, localização geográfica e outras características relevantes nos contextos nacionais."
Esta meta tem três indicadores: 
- Indicador 17.18.1: Indicador de capacidade estatística para monitoramento dos Objetivos de Desenvolvimento Sustentável
- Indicador 17.18.2: Número de países que possuem legislação estatística nacional que cumpre os Princípios Fundamentais das Estatísticas Oficiais
- Indicador 17.18.3: Número de países com um plano estatístico nacional totalmente financiado e em implementação, por fonte de financiamento

### Meta 17.19: Desenvolver ainda mais medições de progresso
A meta 17.19 é formulada como: "Desenvolver ainda mais medições de progresso: até 2030, aproveitar as iniciativas existentes para desenvolver medições de progresso no desenvolvimento sustentável que complementem o produto interno bruto e apoiem a capacitação estatística nos países em desenvolvimento."
Esta meta tem dois indicadores: 
- Indicador 17.19.1: Valor em dólares de todos os recursos disponibilizados para fortalecer a capacidade estatística nos países em desenvolvimento
- Indicador 17.19.2: Proporção de países que (a) realizaram pelo menos um censo populacional e habitacional nos últimos 10 anos; e (b) alcançaram 100 por cento de registo de nascimento e 80 por cento de registo de óbito

### Agências custodiantes
As agências custodiantes são responsáveis por reportar os seguintes indicadores: 
- Indicador 17.1.1 e 17.1.2: Fundo Monetário Internacional (FMI)
- Indicador 17.2.1 e 17.9.1: Organização para a Cooperação e Desenvolvimento Económico (OCDE)
- Indicador 17.3.1: Organização para a Cooperação e Desenvolvimento Económico (OCDE) e Conferência das Nações Unidas sobre Comércio e Desenvolvimento (UNCTAD)
- Indicador 17.3.2, 17.4.1 e 17.17.1: Banco Mundial (BM)
- Indicador 17.5.1: Conferência das Nações Unidas sobre Comércio e Desenvolvimento (UNCTAD)
- Indicador 17.6.1: Instituto de Estatística da UNESCO (UNESCO-UIS)
- Indicador 17.6.2: União Internacional de Telecomunicações (UIT)
- Indicador 17.7.1: Programa Ambiental das Nações Unidas - Centro e Rede de Tecnologia Climática (PNUMA-CTCN)
- Indicador para 17.8.1: União Internacional de Telecomunicações (UIT)
- Indicador 17.10.1, 17.11.1, 17.12.1 e 17.13.1: Organização Mundial do Comércio (OMC), Centro de Comércio Internacional (ITC) e Conferência das Nações Unidas sobre Comércio e Desenvolvimento (UNCTAD)
- Indicador 17.14.1: Programa das Nações Unidas para o Meio Ambiente (PNUMA)
- Indicador 17.15.1 e 17.16.1: Organização para a Cooperação e Desenvolvimento Económico ( OCDE ) e Programa das Nações Unidas para o Desenvolvimento (PNUD)
- Indicador 17.18.1 e 17.19.2: Departamento de Assuntos Económicos e Sociais - Divisão de Estatística (DESA-UNSD)
- Indicador 17.18.2 e 17.18.3: PARIS 21
- Indicador 17.19.1: PARIS 23

## Monitoramento e progresso
Os relatórios de progresso de alto nível para todos os ODS são publicados sob a forma de relatórios do Secretário-Geral das Nações Unidas . O mais recente é de abril de 2020.

## Desafios

### Impactos da pandemia de Covid-19
Os desafios incluem a ausência de dados, as tensões comerciais e a COVID-19 .  Em particular, um ressurgimento drástico das tensões geopolíticas e do nacionalismo ameaça minar a cooperação nos ODS.
O Secretário-Geral da ONU desenvolveu uma estratégia que disseminou a visão de como a rede global pode apresentar uma resposta poderosa e organizada à pandemia da COVID-19. O Relatório de Financiamento para o Avanço Econômico de 2020 delineia medidas para enfrentar os impactos do retrocesso global e da crise financeira, especialmente nos países mais pobres do mundo. Para apoiar as comunidades carentes, também foi criado um Fundo Fiduciário e de Resposta da ONU. No entanto, é esperado que as remessas para países de baixa renda diminuam e que o investimento global sofra uma redução de 40% devido à pandemia.

## Crítica

### Parcerias com financiamento privado
Há preocupações de que a Meta 17.17 possa prejudicar o resto dos ODS. Na verdade, de acordo com um relatório da ONU de 2018, "em termos de custos, o financiamento privado é mais caro do que o financiamento público, e as parcerias público-privadas também podem incorrer em elevados custos de concepção, gestão e transação devido à sua complexidade e à necessidade de aconselhamento externo". Além disso, as negociações destas parcerias público-privadas podem causar atrasos nos projetos de alguns anos.

## Organizações
As seguintes organizações das Nações Unidas estão envolvidas no ODS 17, sendo guardiãs de um ou vários indicadores:
- Fundo Monetário Internacional (FMI)
- Organização para a Cooperação e Desenvolvimento Económico (OCDE)
- Conferência das Nações Unidas sobre Comércio e Desenvolvimento (UNCTAD)
- Banco Mundial (BM)
- Conferência das Nações Unidas sobre Comércio e Desenvolvimento (UNTAD)
- Instituto de Estatística da UNESCO (UNESCO-UIS)
- União Internacional de Telecomunicações (UIT)
- Programa Ambiental das Nações Unidas - Centro e Rede de Tecnologia Climática (PNUMA-CTCN)
- Organização Mundial do Comércio (OMC)
- Centro de Comércio Internacional (ITC)
- Conferência das Nações Unidas sobre Comércio e Desenvolvimento (UNCTAD)
- Programa das Nações Unidas para o Meio Ambiente (PNUMA)
- Programa das Nações Unidas para o Desenvolvimento (PNUD)
- Departamento de Assuntos Económicos e Sociais - Divisão de Estatística (DESA-UNSD)
- PARIS 21